# Vogue (Lied)

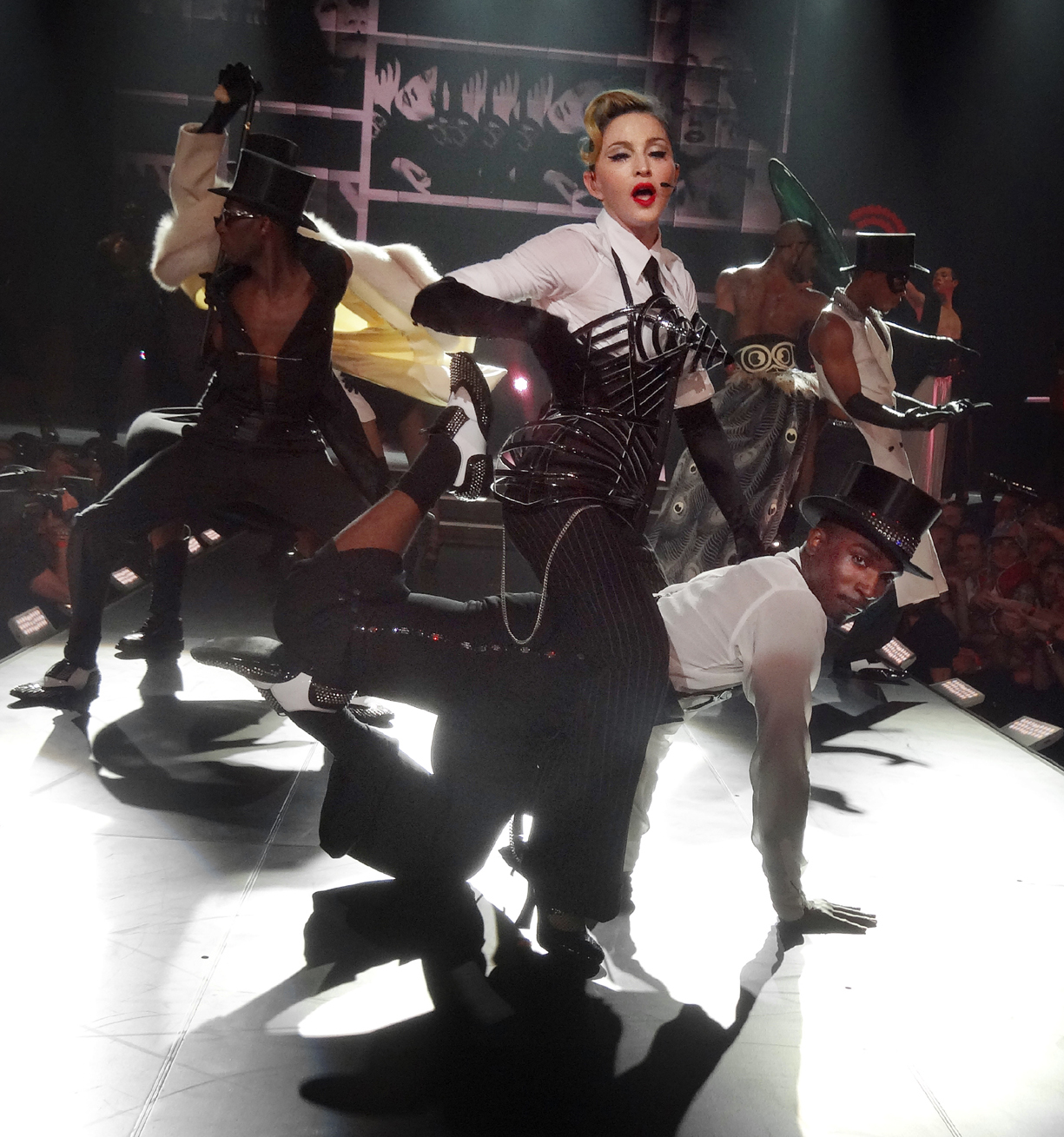
Madonna mit dem Song Vogue auf der MDNA Tour

Vogue ist ein Lied von Madonna. Das Lied wurde im März 1990 als Single aus ihrem Soundtrackalbum I’m Breathless ausgekoppelt. Der Dance-Pop-Titel lehnt sich an die Tanzform Voguing der Schwulenszene von Harlem in New York City an.

## Hintergrund
Vogue wurde von Madonna und Shep Pettibone geschrieben. Das Lied baut auf einem für die House-Musik der damaligen Zeit typischen Drumcomputer-Beat auf, über den eine synthetische Bassline, diverse Synthesizer-Klänge und House-typische Pianoakkorde gelegt sind.
Im Text werden diverse Größen der „Goldenen Ära Hollywoods“ genannt: Greta Garbo, Marilyn Monroe und Ehemann Joe DiMaggio, Marlene Dietrich, Marlon Brando, Jimmy Dean, Grace Kelly, Jean Harlow, Gene Kelly, Fred Astaire, Ginger Rogers, Rita Hayworth, Lauren Bacall, Katharine Hepburn, Lana Turner und Bette Davis.
Das zugehörige Video, bei dem David Fincher Regie führte, war für neun MTV Video Music Awards nominiert und gewann drei davon. Außerdem gewann das Lied einen American Music Award.

## Rezeption

### Rezensionen
Stephen Thomas Erlewine von Allmusic nannte Vogue “a detatched, affectionate celebration of transcendent pop and gay culture and stands as Madonna's finest single moment” („eine herausragende, liebevolle Feier transzendenter Pop- und Gay-Kultur, Madonnas beste Einzelleistung“). Jose F. Promis auf derselben Website sprach von „einem der krönenden künstlerischen Erfolge“ Madonnas, sowohl den Song wie das Video betreffend.
Erwähnung findet der Song im Lied Willkommen zurück (2021) von Clueso und Andreas Bourani.

### Chartplatzierungen
Vogue erreichte Platz eins der US-amerikanischen Billboard Hot 100 und in Großbritannien, Platz zwei in der Schweiz und Platz sieben in Österreich. In Deutschland erreichte das Lied Platz vier der Charts.
| ChartsChartplatzierungen       | Höchstplatzierung | Wochen |
| ------------------------------ | ----------------- | ------ |
| Deutschland (GfK)              | 4 (23 Wo.)        | 23     |
| Österreich (Ö3)                | 7 (14 Wo.)        | 14     |
| Schweiz (IFPI)                 | 2 (19 Wo.)        | 19     |
| Vereinigte Staaten (Billboard) | 1 (24 Wo.)        | 24     |
| Vereinigtes Königreich (OCC)   | 1 (14 Wo.)        | 14     |

| ChartsJahrescharts (1990)      | Platzierung |
| ------------------------------ | ----------- |
| Deutschland (GfK)              | 19          |
| Schweiz (IFPI)                 | 12          |
| Vereinigte Staaten (Billboard) | 5           |

### Auszeichnungen für Musikverkäufe
| Land/Region                  | Auszeichnungen für Musikverkäufe (Land/Region, Auszeichnung, Verkäufe) | Verkäufe  |
| ---------------------------- | ---------------------------------------------------------------------- | --------- |
| Australien (ARIA)            | 2× Platin                                                              | 140.000   |
| Brasilien (PMB)              | Gold                                                                   | 30.000    |
| Frankreich (SNEP)            | Silber                                                                 | 200.000   |
| Italien (FIMI)               | Gold                                                                   | 50.000    |
| Japan (RIAJ)                 | Gold                                                                   | 50.000    |
| Kanada (MC)                  | Platin                                                                 | 100.000   |
| Neuseeland (RMNZ)            | Gold                                                                   | 5.000     |
| Schweiz (IFPI)               | Gold                                                                   | 25.000    |
| Vereinigte Staaten (RIAA)    | 3× Platin                                                              | 3.000.000 |
| Vereinigtes Königreich (BPI) | Gold                                                                   | 663.000   |
| Insgesamt                    | 1× Silber · 5× Gold · 6× Platin ·                                      | 4.263.000 |

Hauptartikel: Madonna (Künstlerin)/Auszeichnungen für Musikverkäufe